# Rosemary Lassig
Rosemary Lassig, verheiratete Lluka, (geboren 10. August 1941 in Bundaberg; gestorben 1. November 2017 in Sydney) war eine australische Schwimmerin, die besonders im Brustschwimmen erfolgreich war.

## Leben und Karriere
Lassig wuchs als Tochter von Fred und Linda Lassig in Bundaberg, Queensland auf, wo sie im Alter von 8 Jahren mit dem Schwimmen begann, da dies gegen ihr Asthma helfen sollte.
Unter ihrem Trainer Tom McIntyre stieß sie rasch in die Weltspitze über 100 und 200 Meter Brust vor. Von einer schweren Verletzung mit mehreren Knochenbrüchen, die sie sich 1958 bei einem Verkehrsunfall zuzog, konnte sie sich erholen. Von 1958 bis 1960 blieb sie bei Australischen Meisterschaften in diesen Disziplinen ungeschlagen.
Im Januar 1960 stellte sie in Sydney einen neuen Weltrekord über 110 Yards Brust auf.
Bei den Olympischen Sommerspielen in Rom 1960 war sie Teil der australischen 4-mal-100-Meter-Lagenstaffel. Gemeinsam mit ihren Teamkolleginnen Dawn Fraser, Jan Andrew und Marilyn Wilson gewann sie in einer Zeit von 4:45,9 Minuten hinter der Staffel aus den USA die Silbermedaille.
Lassing trat auch im Einzelwettkampf über 200 Meter Brust an, kam dort jedoch nicht über die Vorrunde hinaus. Ihre Paradedisziplin, die 100 Meter Brust wurden erst vier Jahre später ins olympische Programm aufgenommen.
Nach ihrer Karriere lebte Lassig in Sydney. Bei den dort stattfindenden Olympischen Sommerspielen 2000 kam sie als Fackelträgerin zum Einsatz. Sie verstarb im November 2017 an Komplikationen infolge einer Alzheimererkrankung.